# Перич, Дино
Ди́но Пе́рич (хорв. Dino Perić; 12 июля 1994 года, Осиек) — хорватский футболист, играющий на позиции защитника. Ныне выступает за загребское «Динамо».

## Карьера
Дино Перич начинал свою карьеру футболиста в клубе «Сесвете», выступавшем во Второй лиге Хорватии. В 2014 году он стал игроком «Локомотивы». 7 февраля 2014 года Перич дебютировал в Первой хорватской лиге, выйдя в основном составе в домашнем поединке против команды «Славен Белупо». 17 октября 2015 года он забил свой первый гол в рамках Первой хорватской лиги, открыв счёт в домашнем матче с «Риекой».
С сезона 2016/17 Дино Перич представляет загребское «Динамо».

## Достижения
«Динамо Загреб»
- Вице-чемпион Хорватии (1): 2016/17
- Обладатель Кубка Хорватии (1): 2016/17